# 歩兵大将 (ドイツ)

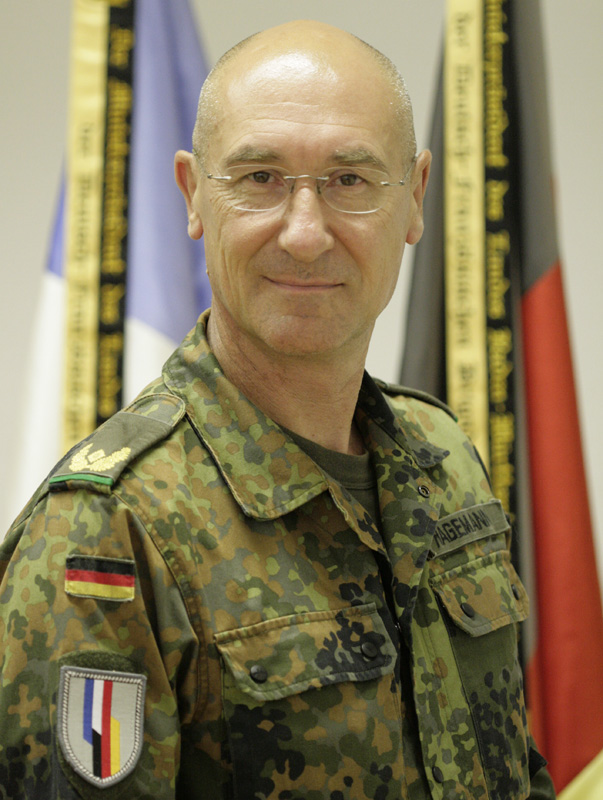
ドイツ連邦軍歩兵大将 ゲルト=ヨハネス・ハーゲマン

歩兵大将 (ドイツ語: General der Infanterie; 省略形: General d. Inf.) は過去にドイツの陸軍に存在した階級である。現在のドイツ連邦軍ではNATO階級符号のOF-6に相当する将官が充てられ、歩兵科の訓練と装備に責任を持つ立場の者を指す。

## 過去のドイツ陸軍における階級
歩兵大将はドイツの陸軍 (ドイツ帝国陸軍、ヴァイマル共和国軍、ドイツ国防軍) およびプロイセン王国陸軍やオーストリア＝ハンガリー帝国陸軍の歩兵科における兵科大将であり、NATO階級符号ではOF-8に相当した。将官としては3番目に高位の階級であり、上には上級大将と元帥しかない。現在の三つ星の将官にあたる。戦間期のフィンランド軍にも相当する階級 (フィンランド語: Jalkaväenkenraali) が設けられていた。
ドイツでは騎兵科および砲兵科に同格となる騎兵大将および砲兵大将が設けられていた。ドイツ国防軍では1935年に装甲兵大将、山岳兵大将、降下猟兵大将、通信兵大将が加えられた。また、ドイツ空軍では航空兵大将が設けられた。これらはすべて同格とされ、特に兵科を明記することなく単に大将と呼ばれた。
旧来の歩兵大将は現代のドイツ連邦軍においては中将（Generalleutnant）に相当する。東ドイツ国家人民軍には相当する階級はなく、大将（Generaloberst）に統一されていた。

## ドイツ連邦軍における歩兵大将
ドイツ連邦軍では歩兵科において部隊の訓練と装備に責任を負う将官を指し、通常は准将が充てられる。歩兵大将は、歩兵科学校の校長の地位と関係しており、対応する役職は他の兵科にも存在する。この場合、「歩兵大将」は階級ではなく地位を指すので、時には大佐が自身の兵科の「大将」になることもある。敬称は Herr General あるいは Herr Oberst であり、Herr General der Infanterie とするのは階級を意味しないので正しくない。